# Ramzi Garmou
Ramzi Garmou (Zakho, 5 febbraio 1945) è un arcivescovo cattolico iracheno della Chiesa cattolica caldea, dal 2013 amministratore patriarcale di Ahwaz e dal 24 maggio 2023 arcieparca emerito di Diyarbakır.

## Biografia
Ramzi Garmou è nato a Zakho il 5 febbraio 1945.

### Formazione e ministero sacerdotale
È entrato nel seminario dei padri domenicani di Mosul e poi ha continuato gli studi nell'Istituto del Prado, in Francia.
Il 13 gennaio 1977 è stato ordinato presbitero. Inizialmente ha prestato servizio nella parrocchia di Nostra Signora del Perpetuo Soccorso a Baghdad e poi è stato inviato a Teheran.

### Ministero episcopale
Il 5 maggio 1995 il sinodo della Chiesa cattolica caldea lo ha eletto arcieparca coadiutore di Teheran. Ha ricevuto l'ordinazione episcopale il 25 febbraio successivo dal patriarca di Babilonia dei Caldei Rafael I Bidawid, co-consacranti l'arcieparca di Teheran Youhannan Semaan Issayi e quello di Urmia Thomas Meram. Il 7 febbraio 1999 è succeduto alla medesima sede.
Nel 2013 è stato nominato anche amministratore patriarcale di Ahwaz.
Dal 2015 è presidente della Conferenza episcopale iraniana. In precedenza, dal 2007 al novembre del 2011, aveva ricoperto lo stesso incarico.
Dal 20 luglio 2013 al 19 novembre 2016 è stato anche visitatore apostolico per i caldei residenti in Europa.
Nel gennaio del 2009, nel febbraio del 2018 e nel novembre del 2018 ha compiuto la visita ad limina.
Il 22 dicembre 2018 papa Francesco ha confermato la decisione del patriarca Louis Raphaël I Sako di trasferirlo all'ufficio di arcieparca metropolita di Diyarbakır. Ha continuato a reggere l'arcieparchia di Teheran come amministratore patriarcale fino all'agosto del 2021 quando il sinodo della Chiesa caldea ha chiamato a succedergli come amministratore Thomas Meram. Nell'estate del 2019 monsignor Garmou si è visto negare il rinnovo del visto e non ha più potuto ritornare in Iran.
Dal 24 maggio 2023 è arcieparca emerito di Diyarbakır.
Parla il caldeo, l'arabo, il persiano e il francese.

## Genealogia episcopale
La genealogia episcopale è:
- Arcivescovo Yukhannan VIII Hormizd
- Vescovo Isaie Jesu-Yab-Jean Guriel
- Arcivescovo Augustin Hindi
- Patriarca Yosep VI Audo
- Patriarca Eliya XIV Abulyonan
- Patriarca Yosep Emmanuel II Thoma
- Patriarca Yosep VII Ghanima
- Patriarca Rafael I Bidawid
- Arcivescovo Ramzi Garmou